# Światowy Dzień Gruźlicy
Światowy Dzień Gruźlicy (ang. World Tuberculosis Day lub World TB Day) – święto obchodzone corocznie 24 marca, wyznaczone przez Światowe Zgromadzenie WHO w rocznicę poinformowania świata nauki o wyizolowaniu prątka gruźlicy przez Roberta Kocha w 1882.
Obchody mają na celu podnieść świadomość społeczeństwa na temat światowej epidemii gruźlicy i zwiększyć wysiłki w celu jej wyeliminowania. Obecnie ⅓ ludności świata jest nią zakażona. WHO pracuje nad tym, aby zmniejszyć wskaźnik rozpowszechniania choroby i liczbę zgonów o połowę do osiągnięcia w 2015 roku Milenijnych Celów Rozwoju. Jest to możliwe dzięki rozpowszechnianiu informacji o zapobieganiu chorobie, dostępowi do szybkich i tanich badań oraz leczeniu przy współzaangażowaniu zarówno publicznej i niepublicznej służby zdrowia, organizacji pozarządowych, jak i wszystkich ludzi, którzy od 1995 roku poświęcili się leczeniu i opiece nad 36. milionami chorych.
Finansowanie walki z gruźlicą zapewnia m.in. Globalny Fundusz do Walki z AIDS, Gruźlicą i Malarią (niezależny fundusz pomocowy) oraz organizacja UNITAID zajmująca się zapewnieniem niezbędnych lekarstw i diagnostyki medycznej.
Światowa Organizacja Zdrowia (WHO) opracowuje nowe strategie zwalczania gruźlicy i koordynuje działania od strony technicznej.
| Rok  | Hasło w j. angielskim                                              | Hasło w j. polskim                          |
| ---- | ------------------------------------------------------------------ | ------------------------------------------- |
| 2009 | I am stopping TB                                                   | Mogę przestać chorować na gruźlicę          |
| 2010 | On the move against TB: Innovate towards action                    | Na drodze do zwalczenia gruźlicy            |
| 2011 | On the move against TB: Transforming the fight towards elimination | Przekształcenie walki w kierunku eliminacji |
| 2012 | Down with TB in our generation                                     | Precz z gruźlicą w naszym pokoleniu         |